# یونکرس یو ۹۰
یونکرس یو ۹۰ (به آلمانی: Junkers Ju 90) هواگرد چهار موتوره ساخت شرکت یونکرس در آلمان بود که به عنوان هواپیمای مسافربری برای دویچه لوفت‌هانزا طراحی شد اما به عنوان هواگرد ترابری نظامی در لوفت‌وافه مورد استفاده قرار گرفت.

## طراحی و استفاده

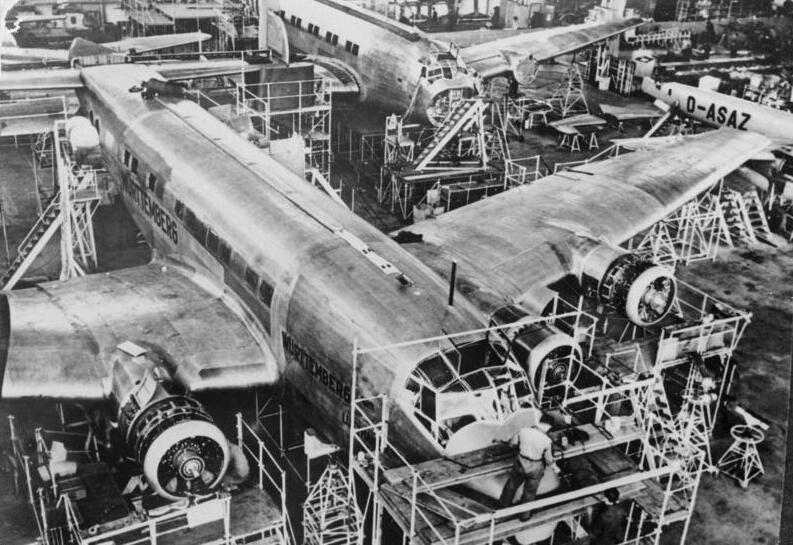

یونکرس یو ۹۰ همزمان با بمب‌افکن یو ۸۹ طراحی شد و از همان بال‌ها، ساختار دُم و ارابه فرود استفاده می‌کرد. هواگرد ترابری تجاری با چهل‌نفره یو ۹۰ کارآزمایی خود را از ۲۸ اوت سال ۱۹۳۷ آغاز نمود. پیش‌نمونه یو ۹۰فاو-۱ چند رکورد از خود برجای گذاشت اما دچار چندین مشکلات فنی بود و هنگام یک پرواز آزمایشی از بین رفت. یو ۹۰ هیچگاه به عنوان هواپیمای مسافربری وارد خدمت نشد. با این حال، هفت فروند از هواگردهای تولید شده با عنوان یو ۹۰ب-۱ در اختیار لوفت‌وافه قرار گرفت و تا سال ۱۹۴۳ در وظایف ترابری خدمت کرد.

## مشخصات فنی
یو ۹۰:
مشخصات عمومی
- خدمه: ۴ یا ۵ نفر
- طول: ۲۶.۳ متر
- طول بال: ۳۵.۰۲ متر
- وزن بارگذاری‌شده: ۲۳٬۰۰۰ کیلوگرم

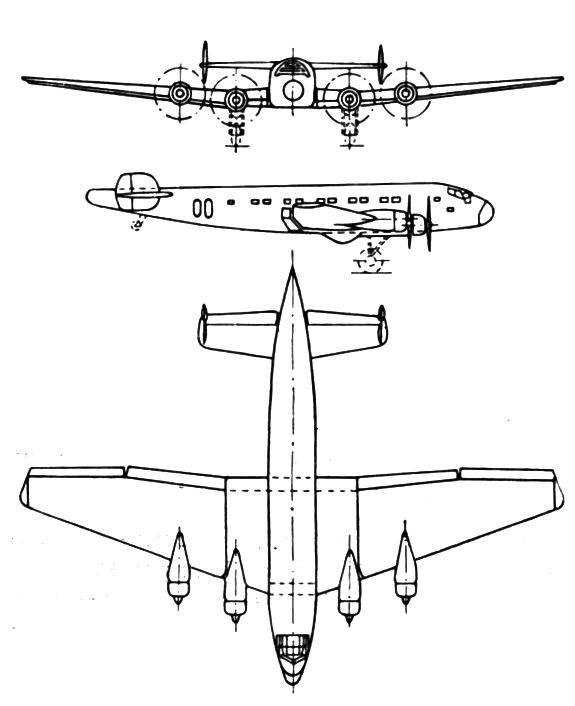

- نیرومحرکه: ۴ × موتور شعاعی ب‌ام‌و ۱۳۹: هر یک ۱٬۵۵۰ اسب بخار

عملکرد
- حداکثر سرعت: ۳۵۰ کیلومتر بر ساعت در ۲٬۵۰۰ متری
- سقف پرواز: ۵٬۵۰۰ متر
- برد: ۲٬۱۰۰ کیلومتر

تسلیحات
- ۱ × مسلسل ۷٫۹۲ میلی‌متری در در جایگاه دُم